# Herb Pucka
Herb Pucka – jeden z symboli miasta Puck w postaci herbu.

## Wygląd i symbolika
Herb przedstawia na niebieskim tle lwa trzymającego łososia.
Wizerunek herbowy wskazuje na rybacki charakter miasta. 

## Historia
Herb Pucka ukształtował się w XIV lub w XVI wieku. Według jednej tezy lew pochodzi od symbolu Szwecji, gdyż w latach 1457–1460 Puck należał do królewskiego wygnańca ze Szwecji: Karola Knutsona Bonde. Druga teza jest związana z okolicznym miastem – Gdańskiem. Puck jako wieś (gród) podległa temu miastu użyczyła sobie jednego z lwów, widniejącego na herbie Gdańska.

## Legenda
Legenda ta została rozpowszechniona przez poetę Krzysztofa Wójcickiego w tomie Bajki i Baśnie Puckie.
Do umieszczenia na herbie pretendowały dwie ryby: węgorz i łosoś. Łosoś z racji swojej wielkiej paszczy zamyślił pożreć rywala, natomiast węgorz – udusić przeciwnika. Pewnego dnia węgorzowi udało się podstępnie zaatakować łososia: owinął się dookoła niego, przyduszając go. W tym śmiertelnym uścisku węgorz miał zamiar trwać aż do śmierci głodowej łososia. Przez ten czas w łososiu zrodziła się tęsknota do morza, słońca, młodości. Nagle nad walczące ryby przypłynęła łódź rybacka, a w niej lew, który już wtedy był przeznaczony na herb Pucka. Widząc walczące ryby, lew postanowił pomóc łososiowi i powiedział: Jestem przeznaczony na tarczę herbową Pucka. Uważam jednak, że są inni dzielniejsi i mądrzejsi ode mnie, na przykład ty, węgorzu. Chętnie więc podzielę się z tobą tym zaszczytem. Zbliż się i zajmij miejsce koło mnie w łodzi. Gdy tylko węgorz zbliżył się do lwa, został przez niego odtrącony, a łódź i łosoś odpłynęli do brzegu. W ten sposób lew i zwycięski łosoś znaleźli się na herbie miasta Puck.